# With Love's Eyes
With Love's Eyes è un cortometraggio muto del 1913 diretto da Lem B. Parker. Prodotto dalla Selig Polyscope Company su una sceneggiatura Emmett C. Hall, il film aveva come interpreti Harold Lockwood, Kathlyn Williams, Al Ernest Garcia, Al W. Filson, Henry Otto, Lillian Hayward.

## Trama
Un giovane vigile del fuoco, rimasto cieco in un incendio, si innamora di un'attrice, sfigurata dalle fiamme dello stesso incendio.

## Produzione
Il film fu prodotto dalla Selig Polyscope Company.

## Distribuzione
Distribuito dalla General Film Company, il film - un cortometraggio di una bobina - uscì nelle sale cinematografiche statunitensi l'11 aprile 1913.